# Montmirail (Sarthe)
Pour les articles homonymes, voir Montmirail.
Montmirail est une commune française, située dans le département de la Sarthe en région Pays de la Loire, peuplée de 369 habitants. Elle dépendait du diocèse de Chartres et était l'une des cinq baronneries du Perche-Gouët.
La commune fait partie de la province historique du Perche-Gouët.

## Géographie
La commune se trouve dans la région naturelle du Perche.
| Saint-Jean-des-Échelles | Gréez-sur-Roc |          |
| Lamnay                  | Montmirail    |          |
| Champrond               |               | Melleray |

## Hameaux, lieux-dits et écarts
- Le Boille

### Climat
Pour des articles plus généraux, voir Climat des Pays de la Loire et Climat de la Sarthe.
En 2010, le climat de la commune est de type climat océanique dégradé des plaines du Centre et du Nord, selon une étude du CNRS s'appuyant sur une série de données couvrant la période 1971-2000. En 2020, Météo-France publie une typologie des climats de la France métropolitaine dans laquelle la commune est exposée à un climat océanique altéré et est dans la région climatique  Moyenne vallée de la Loire, caractérisée par une bonne insolation (1 850 h/an) et un été peu pluvieux. 
Pour la période 1971-2000, la température annuelle moyenne est de 10,6 °C, avec une amplitude thermique annuelle de 14,9 °C. Le cumul annuel moyen de précipitations est de 759 mm, avec 11,8 jours de précipitations en janvier et 7,6 jours en juillet. Pour la période 1991-2020, la température moyenne annuelle observée sur la station météorologique de Météo-France la plus proche, sur la commune de Chapelle-Guillaume à 9 km à vol d'oiseau, est de 11,1 °C et le cumul annuel moyen de précipitations est de 758,2 mm,. Pour l'avenir, les paramètres climatiques de la commune estimés pour 2050 selon différents scénarios d'émission de gaz à effet de serre sont consultables sur un site dédié publié par Météo-France en novembre 2022.

## Urbanisme

### Typologie
Au 1er janvier 2024, Montmirail est catégorisée commune rurale à habitat dispersé, selon la nouvelle grille communale de densité à sept niveaux définie par l'Insee en 2022.
Elle est située hors unité urbaine. Par ailleurs la commune fait partie de l'aire d'attraction de La Ferté-Bernard, dont elle est une commune de la couronne,. Cette aire, qui regroupe 37 communes, est catégorisée dans les aires de moins de 50 000 habitants,.

### Occupation des sols
L'occupation des sols de la commune, telle qu'elle ressort de la base de données européenne d’occupation biophysique des sols Corine Land Cover (CLC), est marquée par l'importance des territoires agricoles (92,1 % en 2018), en augmentation par rapport à 1990 (91,2 %). La répartition détaillée en 2018 est la suivante : prairies (46,9 %), terres arables (26 %), zones agricoles hétérogènes (19,3 %), forêts (3 %), mines, décharges et chantiers (2,7 %), zones urbanisées (2,1 %). L'évolution de l’occupation des sols de la commune et de ses infrastructures peut être observée sur les différentes représentations cartographiques du territoire : la carte de Cassini (XVIIIe siècle), la carte d'état-major (1820-1866) et les cartes ou photos aériennes de l'IGN pour la période actuelle (1950 à aujourd'hui).

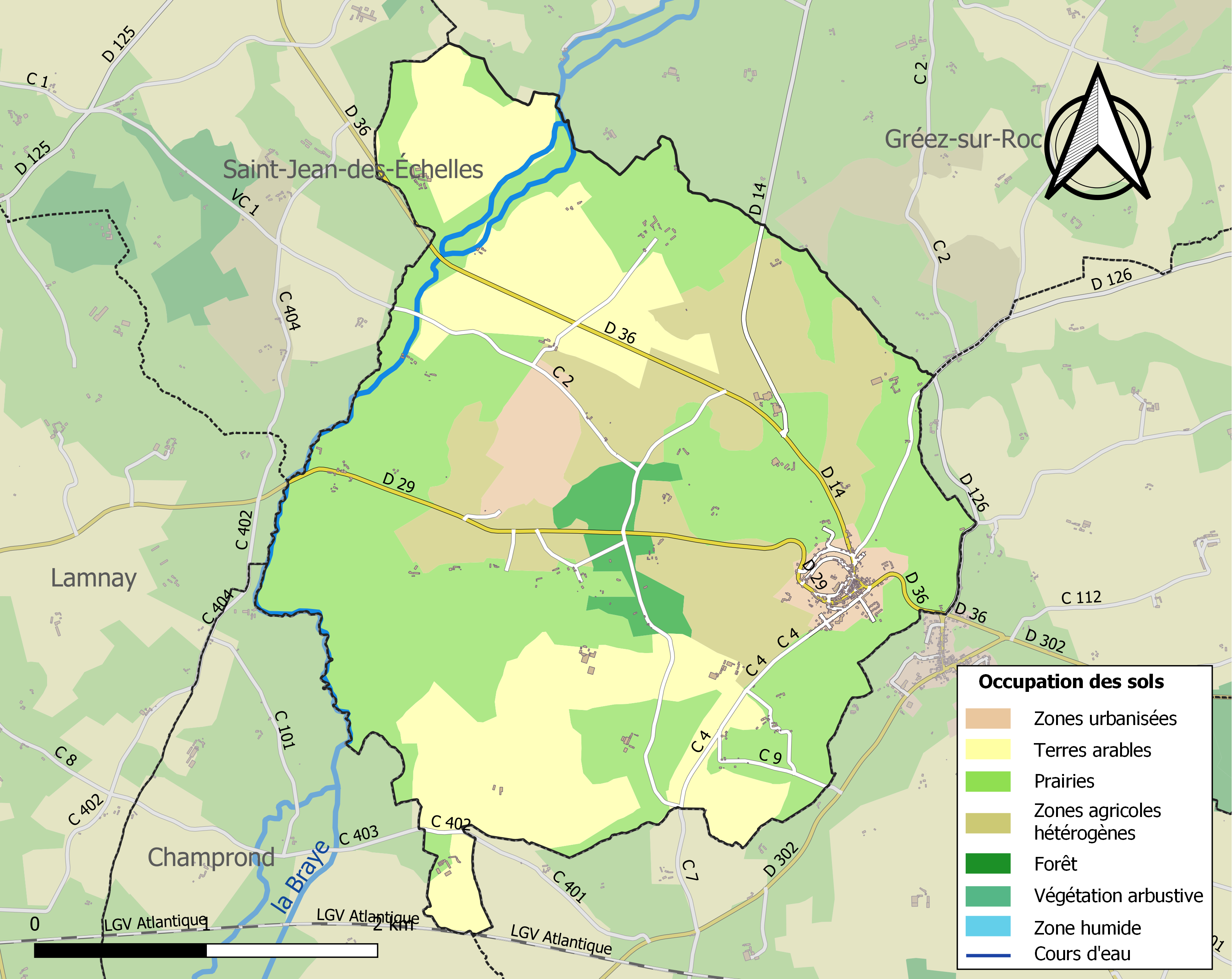
Carte des infrastructures et de l'occupation des sols de la commune en 2018 (CLC).

## Toponymie
Il s'agit d'une formation toponymique médiévale en Mont- au sens de « colline, élévation de terrain, hauteur », appellatif toponymique issu du gallo-roman monte (du latin montem, accusatif de mons). Le second élément -mirail représente l'ancien français mirail « miroir », c'est-à-dire « point de vue, poste d'observation »,. Il s'agit d'un dérivé de mire, suivi du suffixe à valeur superlative  -ail.
Remarque : les formes anciennes du type Mons Mirabilis sont des latinisations fantaisistes de clercs médiévaux. L'adjectif mīrābilis signifie en latin « admirable, merveilleux », d'où « miraculeux (lieu des miracles) » et dont le substantif en latin populaire, *mirabĭlia, (altération  du latin classique mīrābĭlia) a donné merveille par évolution phonétique régulière et pas autre chose.
Le gentilé est Montmiraillais.

## Histoire
Trois époques se côtoient dans le château aux multiples visages qui surplombe le village de 320 m d'altitude. Pendant longtemps et même bien av. J.-C., la place de Montmirail était déjà défensive.
La partie la plus ancienne du château est du XIIe siècle et comprend de nombreux cachots. C'est la seule partie intacte du XIIe siècle, le reste, ce qui se situait au-dessus du sol ayant été détruit durant la guerre de Cent Ans. Mais auparavant, en 1169, alors que le royaume de France de cette époque est amputé de fait d'une grande part de son territoire, car les trois quarts du pays (toute la façade ouest) est aux mains des Plantagenêts, certes en principe vassaux du roi de France mais en même temps roi d'Angleterre, et donc plus puissants que le roi de France. La forteresse de Montmirail, à la frontière des deux états, est le témoin d'une rencontre importante entre le roi d'Angleterre Henri II Plantagenêt et le roi de France Louis VII. Le but de l'entretien est de réconcilier le roi d'Angleterre avec Thomas Becket, l'archevêque de Cantorbéry, autrefois désigné à cette fonction par le roi Henri II lui-même, mais qui a dû fuir l'Angleterre et se réfugier en France car il contestait l'autorité du roi sur l'Église d'Angleterre. C'est un échec. Thomas sera assassiné un an plus tard lors de son retour en Angleterre dans sa cathédrale de Canterbury avec un énorme retentissement puisqu'il sera sanctifié peu de temps après.
Le château, comme les possessions de Normandie, sera récupéré par Philippe Auguste, le fils de Louis VII, sous le règne de Jean, qui succédera à Henri II.

### XVeetXVIesiècles
Postérieurement aux destructions de la guerre de Cent Ans, au XVe siècle, le château est reconstruit par les comtes du Maine, notamment Charles V. Il fait bâtir la forteresse médiévale que constitue la façade nord du château, des salles d'armes, des cachots et surtout des murs de sept mètres d'épaisseur pour éviter que les ennemis détruisent à nouveau le château.
En 1521, la seigneurie de Boille est la propriété de Guillaume Le Picart écuyer, seigneur de Boille et des Mésengères, avec son épouse Marie d'Illiers,.

### XVIIeetXVIIIesiècles
À la Renaissance, Jacques II de Chabannes de La Palice et son épouse Marie de Melun sont propriétaires du château et laissent des traces flagrantes de l'époque Renaissance. Le château a également appartenu à Mademoiselle de Blois, la fille du roi Louis XIV qui hérite par son mari défunt, Louis Armand de Conti. La princesse de Conti fait ériger au XVIIIe siècle la plus grande partie qui constitue le château aujourd'hui.

#### Paix de Montmirail
En 1169, la rencontre entre Henri II et Louis VII nommée « paix de Montmirail » sera concrétisé notamment par un projet d'alliance ; Richard, fils d'Henri II, est promis à Aélis de France, fille de Louis VII et de sa seconde épouse Constance de Castille. À la suite de cette « paix de Montmirail », Henri II ébauche un partage de l'Empire Plantagenêt entre lui et ses fils : l'aîné, prénommé aussi Henri, héritera de la Normandie, l'Anjou, le Maine et du trône d'Angleterre ; Richard recevra l'Aquitaine, Geoffroy, la Bretagne récemment soumise ; Jean ne recevant rien.

## Politique et administration

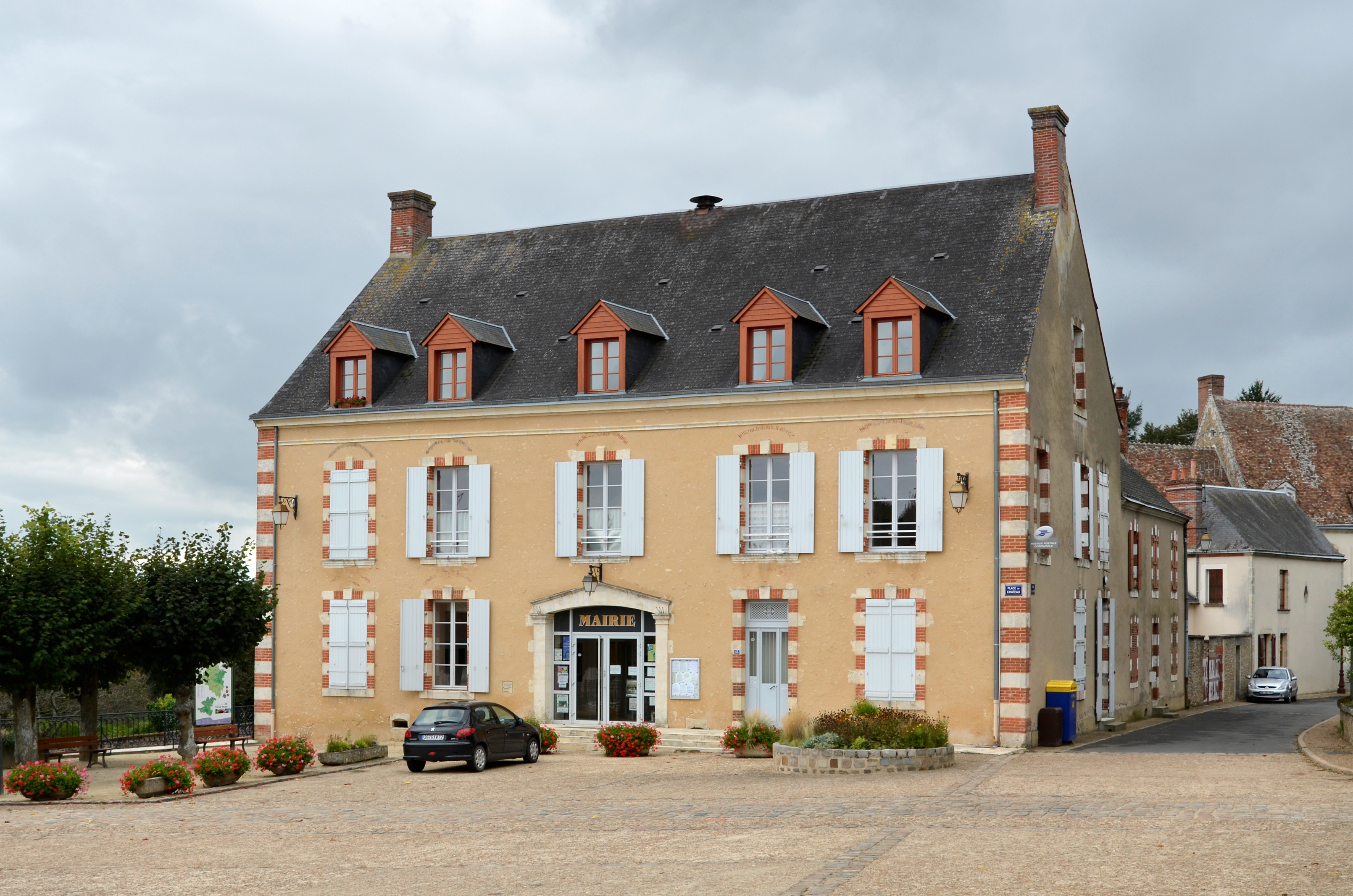
La mairie.

## Population et société

### Démographie
L'évolution du nombre d'habitants est connue à travers les recensements de la population effectués dans la commune depuis 1793. Pour les communes de moins de 10 000 habitants, une enquête de recensement portant sur toute la population est réalisée tous les cinq ans, les populations de référence des années intermédiaires étant quant à elles estimées par interpolation ou extrapolation. Pour la commune, le premier recensement exhaustif entrant dans le cadre du nouveau dispositif a été réalisé en 2008.
En 2022, la commune comptait 369 habitants, en évolution de −8,44 % par rapport à 2016 (Sarthe : −0,25 %, France hors Mayotte : +2,11 %).
| 1793 | 1800 | 1806 | 1821 | 1831 | 1836 | 1841  | 1846 | 1851 |
| ---- | ---- | ---- | ---- | ---- | ---- | ----- | ---- | ---- |
| 771  | 864  | 823  | 865  | 912  | 947  | 1 002 | 993  | 991  |

| 1856 | 1861 | 1866 | 1872 | 1876 | 1881 | 1886 | 1891 | 1896 |
| ---- | ---- | ---- | ---- | ---- | ---- | ---- | ---- | ---- |
| 943  | 936  | 883  | 778  | 768  | 746  | 766  | 734  | 767  |

| 1901 | 1906 | 1911 | 1921 | 1926 | 1931 | 1936 | 1946 | 1954 |
| ---- | ---- | ---- | ---- | ---- | ---- | ---- | ---- | ---- |
| 675  | 722  | 730  | 672  | 580  | 559  | 567  | 570  | 563  |

| 1962 | 1968 | 1975 | 1982 | 1990 | 1999 | 2006 | 2008 | 2013 |
| ---- | ---- | ---- | ---- | ---- | ---- | ---- | ---- | ---- |
| 536  | 519  | 451  | 460  | 447  | 462  | 423  | 412  | 411  |

| 2018 | 2022 | - | - | - | - | - | - | - |
| ---- | ---- | - | - | - | - | - | - | - |
| 374  | 369  | - | - | - | - | - | - | - |

## Culture locale et patrimoine

### Lieux et monuments

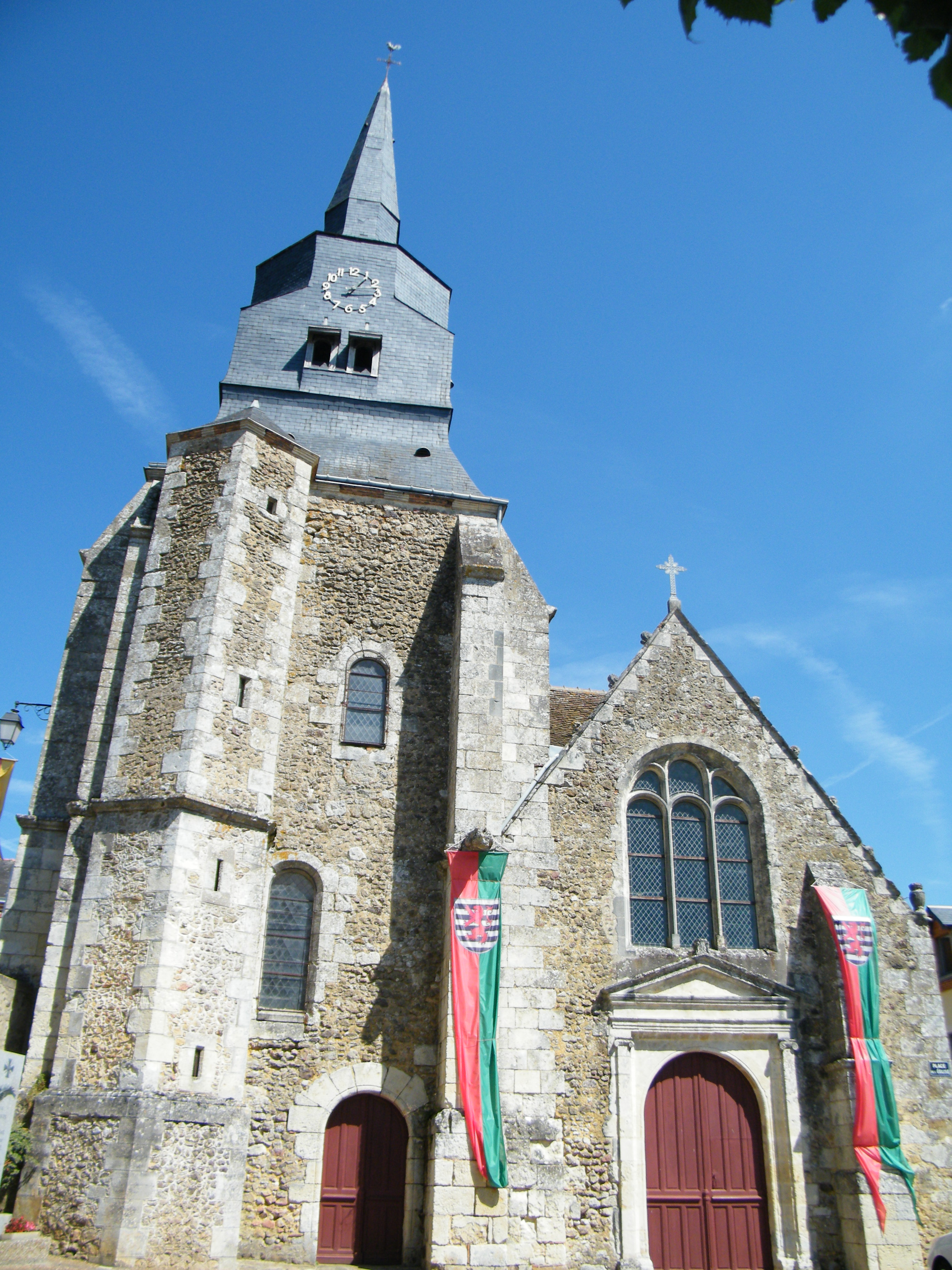
L'église Notre-Dame-de-l'Assomption.

- Château de Montmirail des XIVe siècle, XVe et XVIIIe siècles[Note 8].
- Manoir du Boille.
- Église Notre-Dame-de-l'Assomption.
- Chapelle Saint-Servais.
- Sentier de Bellevue qui longe les remparts de la cité. Un des plus anciens exemples de génie civil dans le Perche sarthois.
- Le jardin des Remparts, jardin d'inspiration médiévale situé au pied des remparts.
- Plusieurs maisons datant du XVe au XVIIIe siècle.

### Activité et manifestations
- Fête médiévale tous les ans au mois d'août.
- Courses hippiques les 1er et 2e dimanches de juillet à l'hippodrome du Perche sarthois.
- Expositions de mai à septembre à la salle Maurice-Loutreuil.

### Personnalités liées
- Renaud de Montmirail (mort en 1295) qui participa à la quatrième croisade en compagnie d'Étienne du Perche.
- Ursin Barbay (1750-1824 à Montmirail), arpenteur royal, architecte et cartographe[23].
- Maurice Loutreuil (1885, Montmirail-1925), peintre, précurseur de l'École de Paris.
- Dagadès (1933, Montmirail-2001), poète.

### Héraldique
| Blason de Montmirail | Blason  | Fascé d'argent et de sable de dix pièces au lion de gueules brochant sur le tout. * Il y a là non-respect de la règle de contrariété des couleurs : ces armes sont fautives (gueules sur sable). |
| Blason de Montmirail | Détails | Adopté le 21 mars 1961. |